# Ludwig Prandtl
Ludwig Prandtl [lúdvih prándtl], nemški fizik, * 4. februar 1875, Freising, Nemčija, † 15. avgust, 1953, Göttingen, Nemčija.
Prandtl je bil pionir aerodinamike. V 1920-tih je razvil matematično osnovo za temeljna načela podzvočne aerodinamike. Njegove raziskave so določile teorije o mejnem sloju, tankih aeroprofilih kril in realnih krilih. Po njem se imenuje Prandtlovo število.

## Življenje in delo
Njegova mati je bila zelo bolna, zato je več časa prebil z očetom, profesorjem tehnike. Oče ga je vzpodbujal za opazovanje narave in na razmišljanje o svojih opazovanjih.
Študiral, diplomiral (1894) in doktoriral pod Föpplovim mentorstvom (1900) je na Tehniški visoki šoli v Münchnu. V Münchnu se je naprej ukvarjal z mehaniko trdnin. Kot inženir je konstruiral tovarniško opremo. Nato se je začel ukvarjati z mehaniko tekočin saj je moral izdelati sesalno napravo. Po nekaj preskusih je izdelal novo napravo, ki je delovala dobro, in je trošila manj moči kot tista, ki jo je nadomestila.
Njegova najbolj znana učenca sta Blasius in von Kármán

## Priznanja
Poimenovanja
Po njem se imenuje krater Prandtl na Luni.